# Obira
Obira (que significa norte na língua indonésia) é uma ilha da Indonésia a sul de Halmahera, nas Ilhas Molucas. Também é conhecida como Obi, Pulau Obi, Utara ou Groot Obi. Tem cerca de 2.542 km² de área.

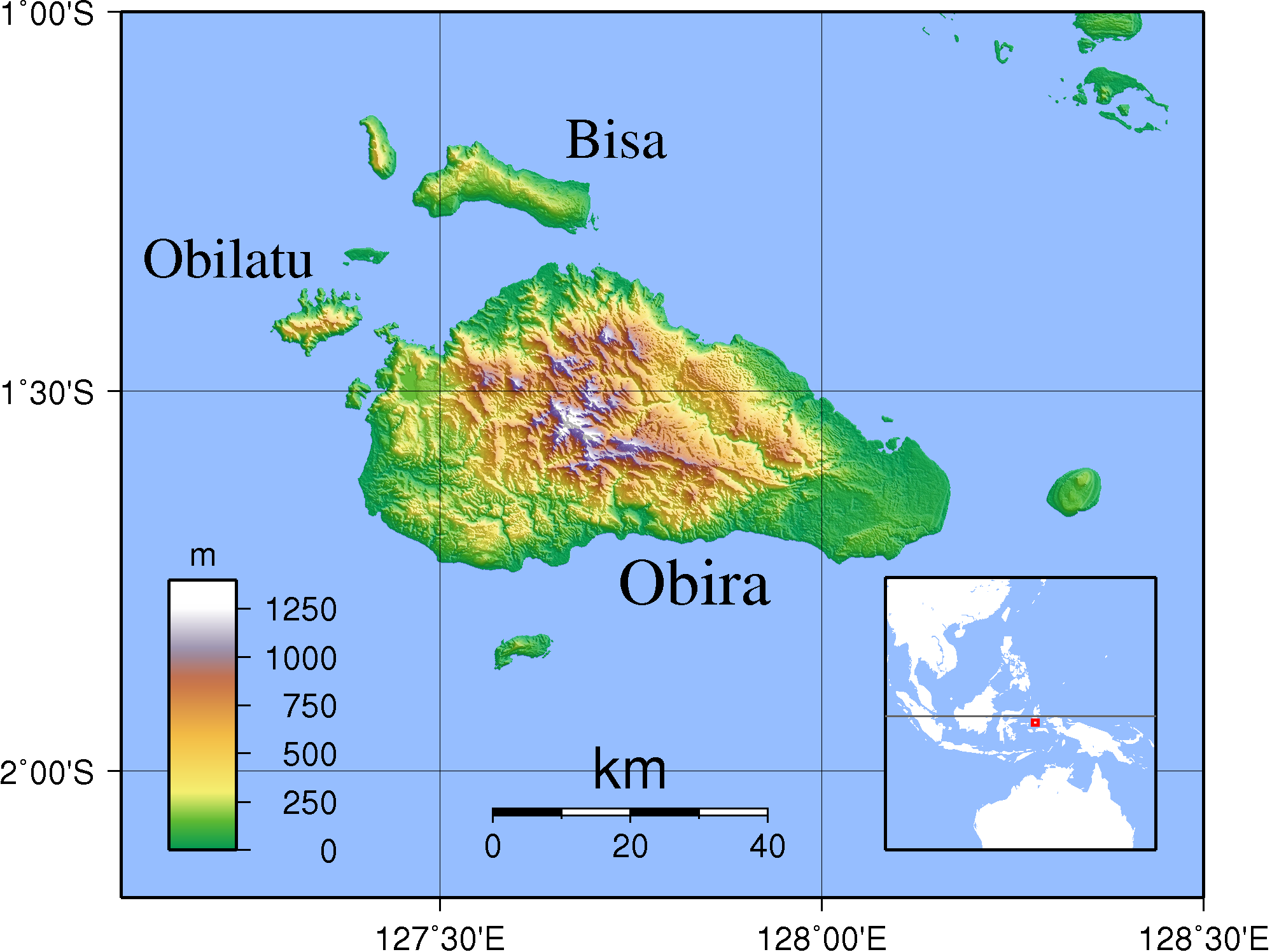
Localização: